# Zabytki Raciborza
Wybrane zabytki Raciborza:

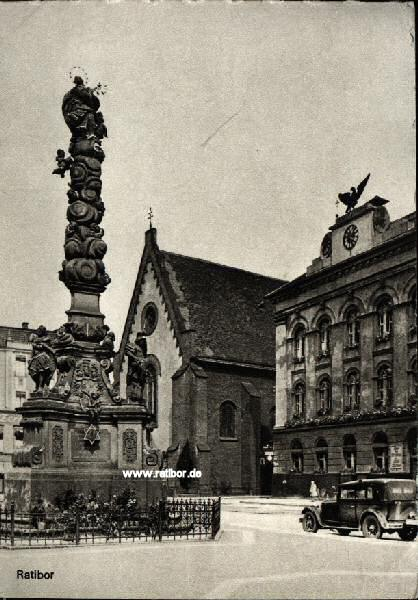
Raciborski rynek w latach 30.

Najstarszymi obiektami na terenie miasta są budowle sakralne. 
W 1205 r. ufundowany został z bliskim sąsiedztwie rynku pierwszy w Raciborzu kościół parafii Wniebowzięcia Najświętszej Maryi Panny. Zachowana po dziś dzień bryła architektoniczna pochodzi jednak z początków XIV wieku, gdy po pożarze zbudowano na jego miejscu nową gotycką budowlę. 
W niewielkiej odległości od niej, przy płycie raciborskiego rynku, wybudowano inną gotycką świątynię, pw. Św. Jakuba, należącą wcześniej do dominikanów. Pierwsza wzmianka pochodzi z 1285 r. 
Perłą śląskiego gotyku nazywają historycy sztuki kaplicę zamkową pw. Św. Tomasza Kantuaryjskiego na Ostrogu, ufundowaną po 1287 r. przez księcia raciborskiego Przemysła. 
Mury zamku, wzniesione na fundamencie dawnej gotyckiej budowli, pochodzą z 1 połowy XVII wieku. W tym też czasie wybudowany został piętrowy budynek bramy z charakterystycznym przejazdem w kształcie łuku. Staraniem ostatniego Piasta raciborskiego Leszka w 1327 r. wzniesiono kościół pod wezwaniem Świętego Ducha. W czasie prac wykopaliskowych w centralnym miejscu starego kościoła odkryto grobowiec ostatniego Przemyślidy opawsko-raciborskiego Walentego. W murach świątyni mieści się obecnie muzeum.
Istnienie murów miejskich wzmiankuje dokument księcia Przemysła w 1290 r. Ich resztki oraz zabytkowa baszta, tzw. Więzienna wybudowana z XVI wieku, znajdują się przy Placu Długosza. Nieopodal stoi późnoklasyczny gmach sądu, wzniesiony w latach 1823-1826 według projektu Karola Fryderyka Schinkla. 
Na raciborskim rynku w samym jego centrum znajduje się kolumna Matki Boskiej, wykonana w latach 1725-1727 przez Johanna Melchiora Österreicha. Ten późnobarokowy kamienny monument wotywny, ozdobiony licznymi rzeźbami, w tym podobiznami patrona Raciborza św. Marcelego, został wzniesiony w podzięce za odsunięcie od miasta epidemii cholery.
Wielką czcią otaczano w Raciborzu czeskiego męczennika św. Jana Nepomucena. Jego kamienne figury można spotkać na Placu Długosza, na Ostrogu, ulicy Londzina i przy ulicy Ocickiej.

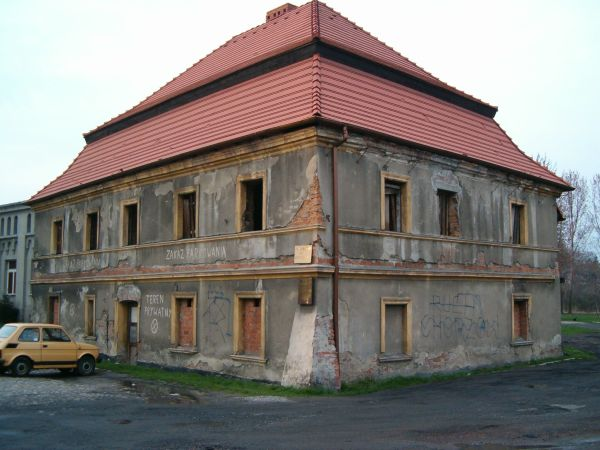
Zajazd przy ulicy Londzina 45

Na uwagę zasługuje położony przy ulicy Londzina 45 tzw. zajazd biskupi, wzniesiony z cegły w 1784-1787, kilkakrotnie przebudowywany. Jest to jeden z nielicznych zachowanych budynków z tego okresu.
Na rogu ulicy Głubczyckiej i Mikołaja wybudowana została na przełomie XVIII/XIX wieku tzw. Statua zgody,upamiętniająca zawartą w 1287 r. między księciem śląskim Henrykiem IV Probusem a biskupem wrocławskim Tomaszem II z rodu Zarębów, ugodę obydwu feudałów.
W 1911 r. oddany został do użytku Dom Narodowy '"Strzecha" stanowiący do 1945 r. ośrodek mniejszości polskiej w Raciborzu. Gmach zniszczony podczas działań wojennych, został oddany ponownie do użytku w 1958 r. Mieści się tam Dom kultury "Strzecha".
Przy ulicy Gliwickiej 21a mieści się budynek z początków XX wieku, dawniej zawierający sklep rzeźniczy. Zdobią go płytki ceramiczne przedstawiające wzory trójliścia, przy narożnikach łączące się w powtarzalny wzór tapetowy. Zachowały się również listwy oraz umieszczone nań haki. Sklep rzeźny znajdował się również przy ulicy Opawskiej 12, gdzie najprawdopodobniej płytki położono po 1900 (budynek wzniesiony został w latach 1890–1900). Ozdobiono je wzorem geometryczno-roślinnym, tworzącym powtarzalny wzór. Przy ulicy Opawskiej 34 stoi budynek z 4. ćwierci XIX wieku z secesyjną okładziną ceramiczną, na której uwieczniono kwiaty (w tym niebieskie grążele) i wijące się wstęgi. Przy Pawła Stelmacha 1 ulokowana jest narożna kamienica z lat 1890–1910. Ceramika, którą wyłożono dawny sklep rzeźny pochodzi natomiast z lat około 1910–1914, pokrywają ją geometryczne wzory.